# Copris agnus
Copris agnus là một loài bọ cánh cứng trong họ Bọ hung (Scarabaeidae).